# Heinkel HD 55
L'Heinkel HD 55 era un idrovolante biplano prodotto in Germania nei primi anni 1930 per l'uso come un ricognitore a bordo delle navi da guerra dell'Unione Sovietica.

## Storia del progetto
Nella seconda metà degli anni Venti l'Unione Sovietica iniziò un programma di ammodernamento delle unità della flotta, da eseguirsi secondo la dottrina difensiva marittima elaborata in quegli anni. Per eseguire il compito di proteggere le coste e le linee di comunicazione marittime contro gli attacchi delle potenziali flotte nemiche, il Comando della flotta diede impulso all'acquisizione di velivoli imbarcati. Purtroppo la mancanza di esperienza e l'incapacità dell'industria nazionale rese necessario rivolgersi all'estero per il reperimento dei velivoli adatti.
Il progetto dell'idrovolante da ricognizione imbarcata Heinkel HD 55 era basato sull'aereo postale Heinkel HD 15 del 1927 ed era un disegno convenzionale per l'epoca con ali di uguale apertura alare, a scalamento positivo e propulsore posizionato in configurazione traente su puntoni sopra l'abitacolo aperto del pilota. Un secondo abitacolo aperto era situato sul retro della fusoliera per ospitare un mitragliere di coda.
L'HD 55 nacque in seguito ad un incontro tra Ernst Heinkel e alcuni funzionari sovietici avvenuto nel maggio 1929. Durante tale incontro venne messo un ordine per la produzione di 15 aerei e due catapulte pneumatiche K-3, simili al tipo che Heinkel aveva sviluppato per il lancio dell'aereo postale U 12 dalla TS Bremen. Tale ordine venne notevolmente aumentato col passare del tempo, raggiungendo i 30 esemplari. Nel servizio sovietico il modello venne designato KR-1 (корабельный разведчик - Korabelniy Razvedchik - "Ricognizione Imbarcata").
La prima catapulta venne installata sulla corazzata Parizhskaya Kommuna nel mese di ottobre 1930 e subito iniziò le prove rivelando problemi sia con la catapulta sia con l'aereo. Queste difficoltà non vennero mai stati completamente risolti, e il KR-1 durante la sua carriera venne afflitto da diversi difetti strutturali. Tuttavia l'apparecchio entrò in servizio; catapulte e aerei vennero installati in diversi momenti a bordo degli incrociatori Chervona Ukraina, CI, Krasny Kavkaz, e  Pro Tern. Il tipo rimase in servizio anche quando divenuto obsoleto a metà degli anni 1930 soprattutto a causa del fallimento del suo sostituto il Beriev Be-2. Il KR-1 venne messo fuori servizio intorno al 1938 e nel 1941 tutti gli apparecchi erano stati demoliti o erano stati conservati indefinitivamente.

## Utilizzatori
Unione Sovietica
- Aviacija Voenno-Morskogo Flota

### Periodici
- Viktor Kulikov, L'aviazione imbarcata sovietica, in Storia Militare, No.51, Parma, Ermanno Albertelli Edizioni Speciali s.r.l., dicembre 1997,  pp. 39-47, ISSN 1122-5289 (WC · ACNP).